# Lưu Miễn (nhà Trần)
Lưu Miễn (chữ Hán: 劉免, ?-?), là một nhà khoa bảng Việt Nam.

## Cuộc đời
Lưu Miễn quê ở thôn Vĩnh Trị, xã Hoằng Quang, huyện Hoằng Hóa, tỉnh Thanh Hóa ngày nay, là anh trai của Lưu Diễm, thủ khoa khoa thi năm 1232.
Năm 1239, Lưu Miễn đỗ đệ nhất giáp kỳ thi Thái học sinh năm Kỷ Hợi (niên hiệu Thiên Ứng Chính Bình thứ 8), đời vua Trần Thái Tông, cùng Vương Giát. Đỗ đệ nhị giáp khoa thi này là Ngô Khắc, đệ tam giáp là Vương Thế Lộc.
Lưu Miễn đỗ đạt sau em trai mình, làm quan đến chức Hàn lâm thị độc, An phủ sứ lộ Thanh Hóa, tứ Minh tự.